# Broconpas
De Broconpas (Italiaans: Passo Brocon) is een 1616 meter hoge bergpas in de Italiaanse provincie Trente.
De pas verbindt het Valle del Vanoi met de hoogvlakte van Tesino. Al sinds eeuwen is de Broconpas een belangrijk veeteelt gebied. In 1908 werd de weg over de pas in gebruik genomen. Deze is aangelegd in opdracht van de Oostenrijk-Hongaarse regering om militaire redenen.
Ten westen van de Broconpas ligt de ongerepte berggroep Lagorai, in het oosten ligt de 2068 meter hoge Monte Coppolo. Vanaf de pashoogte voert een wandeling naar de Trodo dei Fiori. Onderweg komt men ruim 250 bloemsoorten tegen en heeft men uitzicht op de Lagorai en de nabije Dolomieten.

## Wielrennen
De Rollepas is in twee edities onderdeel geweest van de Ronde van Italië en éénmaal in de Ronde van de Alpen, toen Geoffrey Bouchard als eerste boven was tijdens de eerste etappe in 2022.
| Jaar | Rit | Datum  | Etappe                              | km  | Eerste boven                                | Winnaar etappe    |
| ---- | --- | ------ | ----------------------------------- | --- | ------------------------------------------- | ----------------- |
| 1956 | 18  | 8 juni | Merano > Monte Bondone              | 242 | Charly Gaul                                 | Charly Gaul       |
| 2024 | 17  | 22 mei | Selva di Val Gardena > Passo Brocon | 159 | 1e: Georg Steinhauser 2e: Georg Steinhauser | Georg Steinhauser |

Agnello · Aprica · Assietta · Baremone · Brenner · Brocon · Cadibona · Capannelle · Campolongo · Costalunga · Croce Dominii · Cuvignone · Duran · Esischie · Falzarego · Fauniera · Fedaia · Finestre · Forcola di Livigno · Foscagno · Gardena · Gavia · Giau · Giogo di Bala · Grote Sint-Bernhard · Jaufen · Joux · Kleine Sint-Bernhard · Lavaze · Leonessa · Lombarda · Maddalena · Manghen · Maniva · Mendel · Montgenèvre · Mont-Cenis · Monte Cristo · Mortirolo · Nigra · Nivolet · Penser Joch · Platigliolepas · Pfitscherjoch · Plöcken · Pordoi · Pratoriscio · Predil · Presolana · Reschen · Rolle · Sampeyre · San Carlo · San Marco · San Pellegrino · San Zeno · Scale · Sella · Sestriere · Sommeiller · Splügen · Staller Sattel · Staulanza · Stelvio · Tenda · Timmelsjoch · Tonale · Tre Croci · Tremalzo · Umbrail · Val Bighera · Valcavera · Valles · Valparola · Via del Sale · Vivione · Würz